# Глинчук Майя Давидівна
Глинчук Майя Давидівна (* 13 лютого 1935, Київ) — учений у галузі матеріалознавства та технологія матеріалів, член-кореспондент Національної академії наук України (1995), доктор фізико-математичних наук (1973), професор, лауреат Державної премії України в галузі науки і техніки.

## Біографія
Народилася  у родині службовців.
1952 р. — закінчила середню школу із золотою медаллю.
1952 р. — вступила на фізичний факультет Київського державного університету ім. Т.Г. Шевченка.
Від 1958 р. і донині —  працює в Інституті проблем матеріалознавства НАН України.
Засновник цього інституту академік І. М. Францевич прийняв у свій відділ випускницю кафедри теоретичної фізики університету, бо розумів, що прогрес матеріалознавства базується на фундаментальних досягненнях фізики, математики та хімії. Зокрема Іван Микитович доручив М. Д. Глинчук з'ясувати фізичні причини спостережуваного у металевих сплавах переносу негативно заряджених іонів до катода. Запропонована дослідницею теорія діркового вітру дала змогу пояснити цю «загадку».

### Кандидатськадисертація
У 1959 р. Майя Давидівна вступила до аспірантури і в 1963 р. захистила кандидатську дисертацію на тему «Деякі питання теорії локальних електронних центрів на поверхні напівпровідника». Проведені розрахунки показали наявність поблизу поверхні неметалевих матеріалів нанорозмірної області полегшеної дисоціації електронних центрів. У цій області було передбачено руйнування екситонів, зсув оптичних та радіоспектроскопічних ліній поглинання під впливом поверхні. Отримані результати стали істотним внеском у фізику обмежених поверхнею матеріалів.

### Докторська дисертація
Молода дослідниця працює спершу інженером, згодом — молодшим і старшим науковим співробітником. У 1973 р. вона захистила докторську дисертацію на тему «Дослідження з теорії форми ліній та релаксації у параелектричному і парамагнітному резонансах». Ці роботи суттєво збагатили теорію форми резонансних ліній, впливу на них зовнішніх та внутрішніх електричних полів. У них були запропоновані методи отримання інформації про фононну та дефектну структуру твердого тіла шляхом порівняння теорії з експериментом.
М. Д. Глинчук уперше встановила, що механізмом, який зумовлює нецентральне місце домішок в іонних ратках, є псевдоефект Яна—Теллера.

### Завідувач відділу
У 1985 р.  —  очолила відділ функціональних оксидних матеріалів Інституту проблем матеріалознавства.
Зосередила головну увагу на сегнетоелектричних матеріалах електронної техніки у вигляді монокристалів, кераміки, у тому числі нанозеренної, і тонких плівок. Серед найвагоміших результатів цього напряму — теорія фазових переходів, наведених нецентральними домішками у високополяризованій матриці, та визначний внесок у фізику релаксорних сегнетоелектриків.
Важливе наукове значення має і теорія, створена на основі моделі випадкових полів, яка дала змогу пояснити особливості поведінки статичної та динамічної діелектричної сприйнятливості, появу закону Фогеля—Фулчера замість закону Ареніуса у температурній залежності часів релаксації, аномалії фазових діаграм твердих розчинів на базі релаксорів, особливості температурної поведінки радіуса кореляції тощо.
Активно взялася за розробку теорії розмірних ефектів властивостей  наноматеріалів.
Розвинула новий підхід до розрахунків електрофізичних характеристик наноструктурних сегнетоелектриків шляхом мінімізації вільної енергії звичайного для об'ємних сегнетоелектриків виду, але з перенормованими коефіцієнтами, що залежать від товщини плівки або розмірів наночастинок, температури, параметрів поля деполяризації та енергії поверхні. Розрахунки внутрішнього поля, пов'язаного з незбіжністю постійної ратки і коефіцієнтів теплового розширення плівки та підкладки, дали змогу з'ясувати механізм явища самополяризації плівок й умови існування наведеного розмірами фазового переходу.
Усі напрямки роботи мають пріоритет у світовій науці та істотно збагатили сучасну фізику твердого тіла. Визначальна риса її наукової творчості — спрямованість на розв'язання принципових проблем сучасної фізики.
Наукові роботи характеризуються цілісністю і завершеністю, оскільки завжди чітко формулюються конкретні задачі та математичні методи їх розв'язання. Дослідження вирізняють ідейна сміливість і фізична інтуїція, що дали змогу у багатьох випадках запропонувати фізичні моделі, які згодом були експериментально підтверджені.
Передбачила наявність м'якої моди та її затухання у релаксорних сегнетоелектриках. Явище відкрили через п'ять років методом непружного розсіювання нейтронів.

### Науково-педагогічний доробок
Створила наукову школу з радіоспектроскопії і теорії сегнетоелектричних матеріалів. Серед її учнів — 15 кандидатів та 5 докторів фізико-математичних наук.
Протягом п'ятнадцяти років ( за сумісництвом) — професор Київського національного університету імені Тараса Шевченка: читає курси лекцій на фізичному факультеті.
У творчому доробку близько 300 наукових праць, надрукованих у провідних наукових журналах світу, та чотири монографії.

### Нагороди
За досягнення у вивченні п'єзоелектричних матеріалів:
- лауреат Державної премії України у галузі науки і техніки,
- премія НАН України ім. І. М. Францевича.

### Науково-громадська робота
- очолює Наукову раду з фізики сегнетоелектриків НАН України
- член Європейської наглядової ради у галузі сегнетоелектрики
- член Всесвітньої наглядової ради у галузі сегнетоелектрики
- член Міжнародного комітету AMPERE.

## Напрями наукової діяльності
Наноструктурні (нанодисперсні, нанокристалічні) матеріали: Проблеми синтезу матеріалів при екстремальних параметрах температури і тиску.
Теоретичне прогнозування структури та властивостей нових неорганічних речовин та матеріалів.

### КерівникНДДКР
- Розробка методів синтезу та технологічних параметрів виготовлення багатокомпонентних нанопорошків та кераміки складів SiTiO3, CaTiO3, дослідження стану домішок та локальної структури методами радіоспектроскопії (2011 – 2012)
- Розробка технології виготовлення магнітоелектричних керамічних матеріалів для застосувань в новітніх пристроях електронної техніки (2012 – 2016)
- Моделювання електронних, механічних, температурних, флексоелектричних і флексомагнітних властивостей та поверхневих станів наноматеріалів, а також фазових переходів, індукованих магнітними домішками (2010 – 2012)
- Розробка багатофункціональних керамічних матеріалів для створення нового покоління пристроїв електронної техніки (2011–2013)
- Комплексний проект: Багатофункціональні наноструктурні системи фероїків (2010 – 2014)
- Моделювання магнітних властивостей, магнітоелектричних взаємодій та аномалій поверхневих станів в наноматеріалах, мультифероїках і графеноподібних матеріалах( 2013 - 2015 )